# Massabatene
Massabatene; Μεσσαβατική) fou un districte de Pèrsia, al centre de Susiana, entre les muntanyes Cambalidus (una branca del sud de les muntanyes dels Zagros) fins al país dels cosseis. Estrabó esmenta la ciutat de Massabatice  com una eparquia de Elimaida. Ptolemeu esmenta els seus habitants com messabates (messabatae) als habitants de Paretacene (Paraetacene) un districte de Persis a la vora de Mèdia.